# Equipo de Rescate de Rehenes del FBI
El Equipo de Rescate de Rehenes (del inglés: Hostage Rescue Team) es la unidad táctica de élite de la Oficina Federal de Investigación.El Equipo de Rescate de Rehenes se creó para proporcionar una capacidad táctica policial y federal a tiempo completo y responder a incidentes terroristas graves en todo Estados Unidos.Actualmente, el Equipo de Rescate de Rehenes desempeña diversas funciones tácticas policiales y de seguridad nacional en entornos y condiciones de alto riesgo, y ha sido desplegado en el extranjero, incluso con unidades militares del Comando Conjunto de Operaciones Especiales.En un artículo para conmemorar su 40º aniversario, se informó que, desde su formación en 1983, el Equipo de Rescate de Rehenes ha realizado más de 900 despliegues.
El Equipo de Rescate de Rehenes, junto con la Unidad de Negociación de Crisis, la Unidad de Operaciones SWAT, que gestiona el programa SWAT de la oficina de campo, y la Unidad Táctica de Helicópteros, conforman la Sección Táctica del Grupo de Respuesta a Incidentes Críticos del FBI.El Equipo de Rescate de Rehenes fue fundado en 1983 por Danny Coulson, ex Subdirector Adjunto del FBI, y completó su certificación final en octubre de 1983.

## Historia

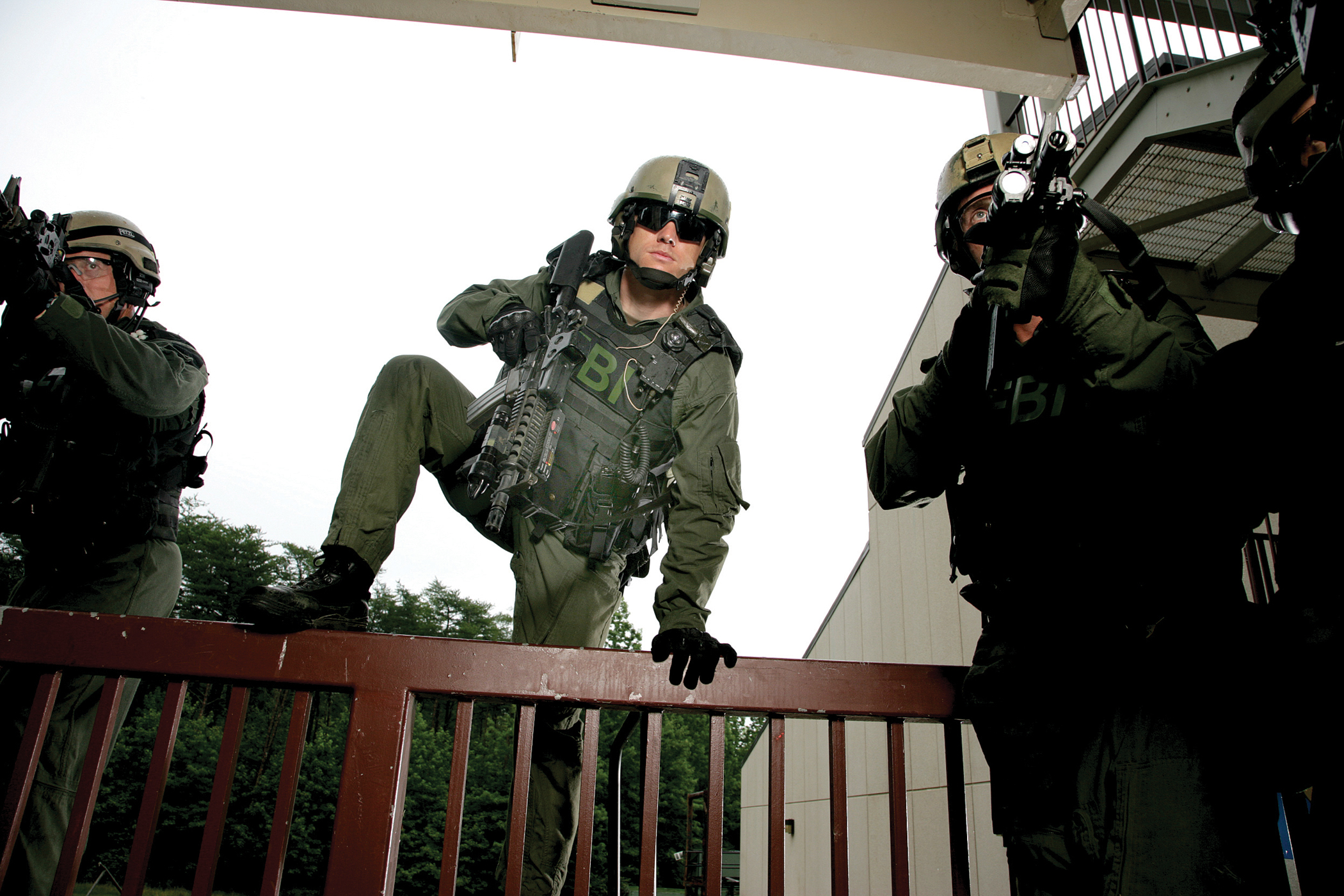
Agentes del Equipo de Rescate de Rehenes del FBI en junio de 2006.

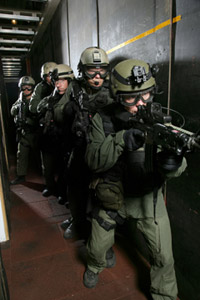
Agentes del Equipo de Rescate de Rehenes durante un ejercicio.

El Equipo de Rescate de Rehenes del FBI se concibió a finales de 1970, después de que el director del FBI, William H. Webster, presenciara una demostración de la Fuerza Delta del Ejército de Estados Unidos. Al revisar el equipo utilizado por los Delta, Webster observó que no había esposas. 
El Equipo de Rescate de Rehenes debía ser un equipo SWAT y antiterrorista mejorado, capaz de gestionar situaciones extraordinarias con rehenes, operaciones antiterroristas a gran escala, escenarios con agentes nucleares o biológicos, u operaciones para las que las fuerzas del orden locales o la oficina regional del FBI no estuvieran entrenadas ni equipadas.
La aprobación final del Equipo de Rescate de Rehenes se dio a principios de 1982, y la planificación formal comenzó en marzo de ese mismo año.
El curso inicial de selección para el Equipo de Rescate de Rehenes se llevó a cabo en junio de 1982 y constó de tres grupos de 30 candidatos cada uno. La mayoría de los candidatos eran miembros experimentados del SWAT y ex veteranos militares, incluyendo al ex SEAL de la Marina Thomas R. Norris.
De este grupo, se seleccionaron 50 candidatos para continuar con una formación más avanzada.
Las instalaciones se ultimaron justo antes del Día de Acción de Gracias de 1982 y, tras un breve descanso vacacional, el equipo comenzó su programa de formación inicial.
Tras recibir instrucción táctica del SWAT, a cada aspirante se le proporcionó conocimientos en explosivos y tácticas en entradas forzadas. Cada operador también sirvió como enlace con uno de los equipos antiterroristas de élite existentes en todo el mundo.
Como parte de sus funciones de enlace, los aspirantes asistieron a ejercicios de entrenamiento organizados por su unidad antiterrorista asignada y compartieron sus experiencias con el SWAT. El equipo pasó la mayor parte de enero de 1983 perfeccionando sus habilidades de tiro y tácticas en Quantico, y luego viajó a Fort Bragg (Carolina del Norte) en febrero, para un mes de entrenamiento e instrucción con la Fuerza Delta. El equipo regresó a Quantico para continuar su entrenamiento. Entró en operatividad en agosto de 1983.
El ejercicio de certificación final del equipo, denominado Operación Equus Red, se llevó a cabo en octubre de 1983 en la Base Aérea de Kirtland (Nuevo México). Durante el ejercicio, el Equipo de Rescate de Rehenes, un equipo SWAT local y un Equipo de Búsqueda de Emergencias Nucleares del Departamento de Energía recibieron la misión de asaltar un bastión terrorista.
Se creía que el grupo "terrorista" también poseía un dispositivo nuclear simulado, ubicado en un lugar separado y que debía ser recuperado o neutralizado. Después de que la aeronave del Equipo de Búsqueda de Emergencias Nucleares confirmara la ubicación del dispositivo, los operadores del Equipo de Rescate de Rehenes se infiltraron en la casa de seguridad de los terroristas, aseguraron el dispositivo y lograron "eliminar" al terrorista en aproximadamente 30 segundos.
Los altos mandos del FBI consideraron el ejercicio como un completo éxito y dieron la aprobación final para que el equipo estuviera plenamente operativo.
Tras finalizar el ejercicio de certificación, el Equipo de Rescate de Rehenes comenzó a ampliar sus capacidades enviando pequeños equipos de operadores a cursos de entrenamiento más especializados.
Aproximadamente una docena de operadores visitaron la Base Naval Anfibia Coronado para recibir entrenamiento en buceo de combate, operaciones marítimas y tácticas (como visita, abordaje, registro e incautación) impartida por los SEALs de la Marina. Otros miembros del Equipo de Rescate de Rehenes realizaron operaciones en helicóptero e inserción aérea con el 160.º Regimiento de Aviación de Operaciones Especiales (Aerotransportado) del Ejército de Estados Unidos.
Cada operador también recibió 80 horas de formación médica. El Equipo de Rescate de Rehenes viajó a Camp Peary, cerca de Williamsburg (Virginia), para recibir entrenamiento antiterrorista y desarrollar habilidades para romper barricadas, sortear obstáculos y conducción táctica de emergencia.
Con el tiempo, los operadores del Equipo de Rescate de Rehenes estudiaron con el Ejército de Estados Unidos, junto con equipos tácticos locales, federales y extranjeros, y asistieron a cursos privados para aprender más sobre tácticas de asalto aéreo, rapel, combate cuerpo a cuerpo, agentes químicos, psicología terrorista, métodos de vigilancia, tiro, comunicaciones, etc. Las tácticas aprendidas durante el entrenamiento se compartieron con el Equipo de Rescate de Rehenes.
Finalmente, para el entrenamiento de combate cuerpo a cuerpo, el Equipo de Rescate de Rehenes decidió hacer las cosas más realistas siguiendo el consejo del comandante Richard Marcinko del SEAL Team Six (posteriormente conocido como Grupo Naval de Actividades Bélicas Especiales), y el Equipo de Rescate de Rehenes introdujo bolsas de sangre y balas de cera. Estas balas se utilizaron en ejercicios de equipo contra equipo.
El Equipo de Rescate de Rehenes se integró en el Grupo de Respuesta a Incidentes Críticos tras su formación en 1994, debido a la necesidad de consolidar en un solo grupo los recursos necesarios para responder a un incidente crítico.Desde su incorporación al Grupo de Respuesta a Incidentes Críticos, el Equipo de Rescate de Rehenes se ha utilizado para llevar a cabo operaciones policiales y antiterroristas a nivel mundial, en ocasiones desplegándose con fuerzas militares de operaciones especiales y unidades de inteligencia.

## Capacidades
El equipamiento y las tácticas del Equipo de Rescate de Rehenes son los más avanzados de los 56 equipos SWAT del FBI y de los 14 equipos SWAT mejorados.
Las capacidades del Equipo de Rescate de Rehenes se distinguen porque sus operadores (equipos de asalto y francotiradores) prestan servicio a tiempo completo y se entrenan a diario.
El Equipo de Rescate de Rehenes tiene la capacidad de "desplegarse en cuatro horas, con parte o la totalidad de su personal y recursos, en cualquier lugar de Estados Unidos o sus territorios".La unidad puede operar en diversos entornos (químicos, de frío extremo, nocturnos y con poca luz, o rurales).

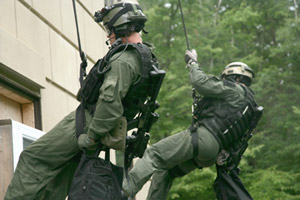
Operadores del Equipo de Rescate de Rehenes entrenando.

Los equipos tácticos del Equipo de Rescate de Rehenes tienen la capacidad de realizar descensos rápidos con cuerda, una técnica en la que el equipo desciende rápidamente por una cuerda desde el lateral de un helicóptero. Esta técnica es útil para desplegar tropas en una zona donde un helicóptero no puede aterrizar.
El Equipo de Rescate de Rehenes posee capacidades aún más avanzadas, como operaciones paracaidistas a Gran Altitud-Baja Apertura (HALO), por nombrar solo algunas. Las capacidades del Equipo de Rescate de Rehenes incluyen tácticas terrestres avanzadas, operaciones marítimas avanzadas y operaciones de aviación táctica avanzada.

### Capacidades marítimas
El Equipo de Rescate de Rehenes, en su conjunto, posee capacidades mejoradas en el ámbito marítimo, como capacidades avanzadas en entradas forzadas (la capacidad de burlar puertas cerradas a bordo de un barco) y capacidades de abordaje de barcos.
El Equipo de Rescate de Rehenes cuenta con buques equipados para asaltos marítimos, la mayoría de los cuales han sido modernizados desde 2004.
El Equipo de Rescate de Rehenes también cuenta con un equipo marítimo especializado en operaciones marítimas adicionales, como buceo submarino, buceo de circuito cerrado (equipo de buceo que no emite burbujas) y natación de combate, que tambien es la segunda fase del Entrenamiento Básico de Demolición Submarina de los SEALs.
Además, los operadores del equipo de asalto marítimo también están cualificados para pilotar y operar un carguero.

### Capacidades en aviación
La Unidad Táctica de Aviación del Equipo de Rescate de Rehenes está formada por agentes especiales del FBI. La Unidad Táctica de Helicópteros, una sub-unidad de la Unidad Táctica de Aviación, cuenta con diversos helicópteros modificados, como el Sikorsky UH-60 Black Hawktáctico militar reconvertido, y los Bell 407y 412 tácticamente mejorados.
A diferencia de las Fuerzas Armadas, cuyas aeronaves no siempre se encuentran en la misma ubicación que sus operadores tácticos, la Unidad Táctica de Helicópteros del Equipo de Rescate de Rehenes se encuentra cerca del mando central del Equipo de Rescate de Rehenes.
Los pilotos tácticos del Equipo de Rescate de Rehenes deben realizar vuelos diarios.

### Instalaciones de entrenamiento
Además de sus instalaciones propias, el Equipo de Rescate de Rehenes utiliza habitualmente polígonos y campos de tiro privado de la Fuerza Delta. El  Equipo de Rescate de Rehenes también ha entrenado en Camp Peary y Harvey Point.

### Organización
| Nombre           | Especialidad                                       | Referencia |
| ---------------- | -------------------------------------------------- | ---------- |
| Escuadrón Dorado | Marítima                                           | [ 20 ]     |
| Escuadrón Rojo   | Edificios y puntos de anclaje                      | [ 20 ]     |
| Escuadrón Azul   | Estructuras tubulares (autobuses, trenes, aviones) | [ 20 ]     |

## Funciones
Las funciones principales del Equipo de Rescate de Rehenes son el rescate de rehenes y la lucha contra el terrorismo. Las funciones secundarias del Equipo de Rescate de Rehenes incluyen:
- Detener a sujetos atrincherados;
- Ejecutar operaciones con helicópteros y misiones de rescate;
- Ejecutar asaltos móviles;
- Realizar redadas, registros, arrestos y órdenes judiciales de alto riesgo;
- Coordinar operaciones de búsqueda humana y rurales;
- Ofrecer protección al personal del FBI en el extranjero.

En menor medida, el Equipo de Rescate de Rehenes puede desplegar equipos u operadores individuales para actuar como francotiradores o para proporcionar servicios de protección a ciertos testigos o dignatarios federales de alto nivel.
El Equipo de Rescate de Rehenes ofrece apoyo en misiones en el extranjero y a la Joint Terrorism Task Force. 
Realiza actividades policiales habituales, como arrestos, procesar el escenario de un crimen para la obtención de pruebas y testificar ante el tribunal (tanto en Estados Unidos como en el extranjero).
También a proporcionado apoyo policial durante operaciones de socorro tras huracanes, así como reconocimientos tácticos y eventos especiales como en los Juegos Olímpicos, inauguraciones presidenciales y convenciones políticas.

## Selección y entrenamiento

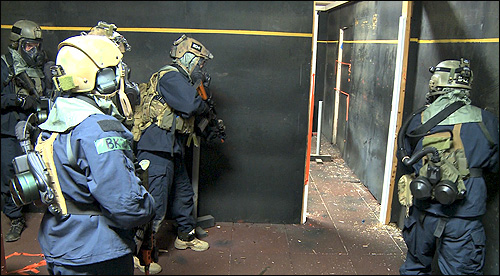
Operadores del Equipo de Rescate de Rehenes se preparan para asaltar una habitación durante unos ejercicios de Combate en espacios cerrados.

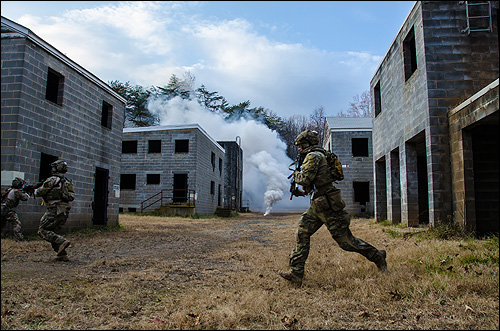
Operadores del Equipo de Rescate de Rehenes participan en un ejercicio de entrenamiento de asalto urbano.

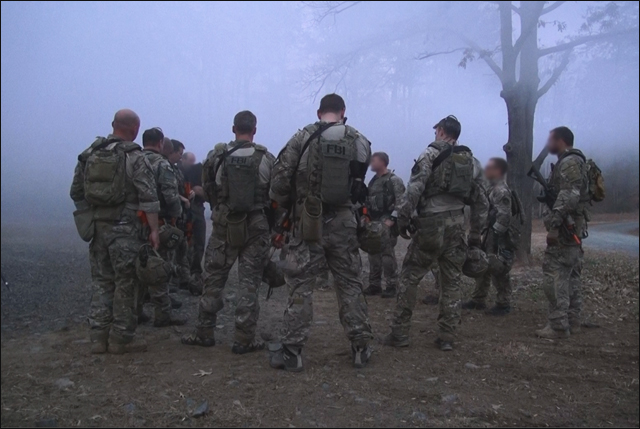
Operadores del Equipo de Rescate de Rehenes revisan sus actuaciones después de un ejercicio de entrenamiento de asalto urbano.

Los futuros operadores de Equipo de Rescate de Rehenes se seleccionan en función de sus hojas de servicio y experiencia, así como del rendimiento demostrado durante el curso de selección.

### Curso de selección
El riguroso proceso de selección, que dura dos semanas, consta de carreras de larga distancia, marchas forzadas, carreras de obstáculos y otras pruebas de resistencia física y mental.
A lo largo de todo el proceso de selección se evalúa la capacidad de los candidatos para pensar bajo presión y rendir incluso en situaciones de agotamiento físico.

### NOTS
Hay un período de entrenamiento inicial de seis meses, conocido como "Escuela de Entrenamiento para Nuevos Operadores" (del inglés: New Operator Training School, o por sus siglas, NOTS), su sede se encuentra en la Academia del FBI, en Quantico (Virginia).
Tanto el curso de selección como el NOTS son prácticamente idénticos a los cursos de selección y entrenamiento de la Fuerza Delta, con algunas modificaciones menores para adaptarlos a las diferentes misiones.

### Entrenamiento
Los operadores experimentados del Equipo de Rescate de Rehenes, asignados a equipos de observadores/francotiradores, participan en el Curso Básico de Francotiradores Scout del Cuerpo de Marines de Estados Unidos. Tras superarlo, reciben instrucción adicional como francotiradores por parte de los instructores del Equipo de Rescate de Rehenes.
Los operadores de la rama marítima del Equipo de Rescate de Rehenes participan en diversos cursos de operaciones especiales marítimas, como en la Fase II del Entrenamiento Básico de Demolición Submarina de los SEAL de la Armada de Estados Unidos, en la Base Naval Anfibia de Coronado (California).

### Entrenamiento a tiempo completo
Cuando no está desplegado, el Equipo de Rescate de Rehenes imparte entrenamiento a tiempo completo a sus miembros en diversas ubicaciones del país.
Se realizan de dos a tres horas diarias de entrenamiento físico, una sesión de táctica defensiva y entrenamiento de combate.
Un día a la semana se dedica a mantener las habilidades perecederas (como el descenso rápido con cuerda, entradas forzadas y fotografía) o habilidades especializadas (como asaltos móviles, operaciones de búsqueda y captura y operaciones rurales), operaciones marítimas, operaciones con helicópteros, paracaidismo, entrenamiento con armas de destrucción masiva (impartido por el Departamento de Energía de Estados Unidos) y operaciones en clima frío.
Durante una semana de entrenamiento de rutina, no es inusual que los operadores del Equipo de Rescate de Rehenes realicen miles de disparos para mantener sus habilidades de tiro perfeccionadas, y también participa en ejercicios combinados en los cuales pueden participar una variedad de entidades gubernamentales, como el FBI y los Departamentos de Defensa, Estado, Energía y Seguridad Nacional.

### Rotación
Tres equipos rotan en tres ciclos de 120 días: entrenamiento, operaciones y apoyo.
Durante el ciclo de entrenamiento el Equipo de Rescate de Rehenes renueva sus habilidades y participa en ejercicios, asiste a otros cursos o se entrena con unidades nacionales y extranjeras.
Durante el ciclo de operaciones el Equipo de Rescate de Rehenes está disponible para realizar despliegues (nacionales o extranjeros). Durante el ciclo de apoyo el Equipo de Rescate de Rehenes trabaja en proyectos especiales, realiza el mantenimiento de su equipo del y lleva a cabo investigaciones.

## Entrenamiento
El Equipo de Rescate de Rehenes es conocido por realizar ejercicios de entrenamiento conjuntos y participar en programas de intercambio con algunas unidades militares norteamericanas, como la Fuerza Delta del Ejército o el SEAL Team Six de la Armada.
El Equipo de Rescate de Rehenes entrena habitualmente con otros equipos tácticos federales, como el Equipo FAST de la DEA, la unidad BORTAC de la Patrulla Fronteriza de los Estados Unidos o el CERT de la Policía del Capitolio de Estados Unidos.
Ocasionalmente, el Equipo de Rescate de Rehenes entrena con el GIGN francés, el SAS y el SBS británicos, el ERU irlandés, el SRG australiano, el GSG 9 alemán, el GIS italiano y otras unidades internacionales, además de colaborar en la formación de unidades correspondientes dentro del marco de la OTAN, como en el Special Missions Echelons de la Guardia Costera Helénica.